# Здвижень
Здвижень — древнерусский город на реке Здвиж, входивший в состав Киевского княжества. Впервые упомянут в 1097 году в связи с тем, что через него везли из Белгорода во Владимир-Волынский ослеплённого Василька Теребовльского. Также он упоминается под 1151 годом, в описании военных действий Изяслава Мстиславича и венгерского короля Гезы II против Владимирка Галицкого. Гибель летописного Здвижня связывают с Батыевым нашествием.
Энциклопедия Брокгауза и Эфрона XIX века указывала, что Здвижень вероятно находился у села Здвижка в нынешней Житомирской области. Однако современные учёные исходят из того, что с данным летописным городом следует отождествлять городище в пгт Макаров Киевской области, расположенное на мысу берега реки Здвиж. Округлая в плане площадка поселения с диаметром 80 м с наполной стороны укреплена рвом (ширина 20 м, глубина 6 м). Ранее, по-видимому, по периметру городища шёл вал, ныне уничтоженный. На склонах городища и участке примыкающего к нему берегового плато встречаются обломки древнерусской (XII—XIII веков) гончарной керамики и материалы XVII века. На месте древнерусского городища XI—XIII веков существовал замок.